# Black Holes and Revelations
Black Holes and Revelations – czwarty studyjny album angielskiego zespołu rockowego Muse, wydany 3 lipca 2006 roku przez wytwórnię Warner Bros. Records. W pierwszym tygodniu sprzedaży w Wielkiej Brytanii płyta rozeszła się w liczbie przeszło 115 tys. egzemplarzy, bijąc tym samym wynik poprzedniego dzieła grupy, Absolution. Ostatecznie Black Holes and Revelations zyskał na Wyspach status podwójnej platynowej płyty.
Album zawiera piosenki mające podtekst polityczny, a także związane z tematyką fantastyczną. Widoczne są na nim wpływy zespołami Queen, Millionaire, Sly and the Family Stone, Depeche Mode, Franz Ferdinand oraz muzyką poważną z południa Włoch.

## Styl muzyczny
Black Holes and Revelations jest odejściem zespołu od stylów prezentowanych na poprzednich albumach i zawiera szeroki wybór alternatywnych motywów muzycznych. Jego gatunek można określić przede wszystkim jako rock alternatywny i hard rock. Pierwszy utwór "Take a Bow" jest jakby kontynuacją Absolution, wprowadza elementy techno do twórczości Muse. 
Jednakże następne kompozycje są zupełnie inne - "Starlight" został opisany przez jednego z recenzentów jako 'koncert Abby na księżycu', "Supermassive Black Hole" nagrany jest w stylu post disco i funk rocka, a "Map of the Problematique" jest porównywane do synthpopowego "Enjoy the Silence" Depeche Mode. Kolejne piosenki bardziej przypominają wcześniejsze brzmienie Muse, aż do utworu zamykającego album, "Knights of Cydonia", który jest połączeniem surf rocka i rocka progresywnego. 

## Okładka płyty
Oprawa graficzna płyty zaprojektowana przez Storma Thorgersona przedstawia krajobraz planety Mars i czterech mężczyzn siedzących przy stole, na którym znajdują się trzy miniaturowe koniki. Miejsce to przedstawia Cydonię, region Czerwonej Planety znany z Marsjańskiej Twarzy, a ukazane konie nawiązują do rycerzy, stąd też tytuł piosenki "Knights of Cydonia". Ci rycerze to według zespołu Czterej Jeźdźcy Apokalipsy z Apokalipsy Św. Jana. 

## Reakcja krytyków
Ogólnie album zyskał bardzo pozytywne recenzje mediów - magazyn Q opisał go jako "jeden z najlepszych albumów roku... genialny, ale szalony", a Planet Sound jako "Album roku 2006". Wielu krytyków zauważyło również, jak zespół wybrał bardziej oryginalny, progresywny styl muzyki rockowej, znacznie różniący się od porównywanej do Radiohead debiutanckiej płyty tria, Showbiz. Jedna z nielicznych krytycznych opinii na temat płyty pochodzi z amerykańskiego portalu Pitchfork Media, której autor stwierdził, iż Muse "zawsze uroczo kiepscy... stali się lamerami". Black Holes and Revelations zyskał miano trzeciego i drugiego albumu 2006 roku w rankingach magazynów - odpowiednio NME i Q. Otrzymał również nominację do Mercury Prize. 

## Lista utworów
1. "Take a Bow" – 4:35
2. "Starlight" – 3:59
3. "Supermassive Black Hole" – 3:29
4. "Map of the Problematique" – 4:18
5. "Soldier's Poem" – 2:03
6. "Invincible" – 5:00
7. "Assassin" – 3:31
8. "Exo-Politics" – 3:53
9. "City of Delusion" – 4:48
10. "Hoodoo" – 3:43
11. "Knights of Cydonia" – 6:06
12. "Glorious" – 4:38 (bonus track)

### Limitowana wersja DVD
- "Supermassive Black Hole" (teledysk)
- "Starlight" (teledysk)
- "Knights of Cydonia" (teledysk)
- "Supermassive Black Hole" (Live from Paris)
- "Starlight" (Live from Copenhagen @ MTV Awards)
- "Knights of Cydonia" (Live from London)

## Twórcy
- Matthew Bellamy – śpiew, gitara elektryczna, fortepian, syntezator, produkcja
- Christopher Wolstenholme – gitara basowa, wokal wspierający, kontrabas w "Soldier's Poem", syntezator w "Map of the Problematique" i "Hoodoo", produkcja
- Dominic Howard – perkusja, instrumenty perkusyjne, krótko wokal wspierający w "Supermassive Black Hole", krótko automat perkusyjny w "Map of the Problematique", produkcja
- Rich Costey - produkcja

## Wideografia
- "Supermassive Black Hole" – Floria Sigismondi (17 maja 2006)
- "Supermassive Black Hole" (wersja alternatywna) – Thomas Kirk (17 maja 2006)
- "Knights of Cydonia" – Joseph Kahn (11 lipca 2006)
- "Starlight" – Paul Minor (4 sierpnia 2006)
- "Invincible" – Jonnie Ross (16 marca 2007)

## Notowania

### Album
| Kraj (2006)              | Organizacja   | Pozycja | Status     | Sprzedaż  |
| ------------------------ | ------------- | ------- | ---------- | --------- |
| Australia Album Chart    | ARIA          | 1       | Złoto      | 40,000+   |
| Austria Album Chart      | Media Control | 4       |            |           |
| Belgium Album Chart      | Ultratop      | 1       |            |           |
| Billboard 200 (U.S.)     | Billboard     | 9       |            | 360,000   |
| France Album Chart       | IFPI          | 2       | Platyna    | 349,100   |
| Ireland Album Chart      | IRMA          | 1       | Platyna    | 15,000    |
| Italian Album Chart      | FIMI          | 2       | Platyna    | 150,000   |
| Finland Album Chart      | GLF           | 3       |            |           |
| Netherlands Album Chart  | Megacharts    | 2       |            |           |
| New Zealand Albums Chart | RIANZ         | 5       | Platyna    | 15,000+   |
| Norway Album Chart       | IFPI          | 6       |            |           |
| Sweden Album Chart       | GLF           | 15      |            |           |
| Switzerland Album Chart  | Media Control | 1       | Platyna    | 30,000+   |
| UK Album Chart           | BPI           | 1       | 2x Platyna | 645,000+  |
| United World Chart       | Media Traffic | 1       |            | 2,413,000 |
| W sumie                  |               |         | Platyna    | 3,075,975 |

### Single
| Tytuł                      | Lista/Pozycja    | Lista/Pozycja      |
| Tytuł                      | UK Singles Chart | Modern Rock Tracks |
| -------------------------- | ---------------- | ------------------ |
| "Supermassive Black Hole"  | 4                | 6                  |
| "Starlight"                | 13               | 2                  |
| "Knights of Cydonia"       | 10               | 10                 |
| "Invincible"               | 21               | -                  |
| "Map of the Problematique" | 18               | -                  |